# Christopher Sacchin
Christopher Sacchin (Bolzano, Italia, 22 de abril de 1983) es un clavadista o saltador de trampolín italiano especializado en trampolín de 1 metro, donde consiguió ser medallista de bronce mundial en 2007.

## Carrera deportiva
En el Campeonato Mundial de Natación de 2007 celebrado en Melbourne (Australia) ganó la medalla de bronce en el trampolín de 1 metro, con una puntuación de 441 puntos, tras los saltadores chinos Luo Yutong (oro con 477 puntos) y He Chong (plata con 469 puntos).